# Baronia de Gironella
La Baronia de Gironella fou una jurisdicció senyorial de la qual és té notícia per primera vegada en un pergamí datat de l'any 1405. Tenia el seu centre en l'actual municipi de Gironella.
La Baronia de Gironella va començar a existir com a tal el 1516, quan Guiomar Manrique va donar-la a Francesc Galceran de Pinós Fenollet.
Aquesta baronia estava composta per dos territoris: la Baronia Alta (o de Muntanya), que era l'antiga Baronia de la Portella i la Baronia Baixa que eren els termes de Gironella i d'Olvan. Aquests estaven connectats pels termes de la Baells i d'Olvan.

## Història
Josep Busquets considera que el fet que un pergamí de 1405 que es conservava a la casa de Valldaura mencionés a Galceran Galceran de Pinós com a baró de Gironella, era un error del notari, que el va escriure perquè la Baronia de Gironella no es va constituir fins a inicis del segle xvi.
Abans que aquesta es constituís, la Baronia de Gironella formava part de la Baronia de la Portella. El 1494 Galceran de Pinós i de Castre va vendre la Baronia de la Portella a Francesc Galceran de Pinós i aquesta va passar a formar part de la Baronia de Pinós, incloent el que seria la futura Baronia de Gironella.
Francesc Galceran de Pinós i Fenollet, fill il·legítim de Galceran II va iniciar la línia il·legítima dels barons de Gironella fins que fou legitimat el 1469. Aquest va tenir plets contra el vescompte d'Evol i els comtes de Lerín per al seu domini sobre la baronia de Pinós. En Guiomar Manrique va donar possessió de la Baronia de Gironella el 1516 a Francesc Galceran de Pinós juntament amb la Baronia de Peguera. Fou en aquests moments quan aquesta començà a ser una institució pròpia.

### Francesc Galceran de Pinós i Fenollet-Cardona
Francesc Galceran de Pinós i Fenollet fou el primer baró de Gironella. Tot i que el plet per la possessió de la Baronia de Pinós es va iniciar amb la mort de Galceran VI Galceran, aquest es va allargar fins a mitjan segle xvi. Quan va morir Felip Galceran de Castre Pinós es va refivar el plet (1509). El 1540, any de la mort de Francesc, aquest ja era completament reconegut com a primer baró de Gironella. La dona de Francesc Galceran, Elisabet de Cardona (filla de la duquesa de Cardona, Joana Folch i de Alonso d'Aragó, duc de Sogorb) va aportar com a dot el poble de Lloberola, situat a la Segarra, que passà a formar part de la baronia de Gironella durant un temps.
Francesc Galceran i Elisabet van tenir vuit fills. Joan, el seu primer fill fou abat comendatari de Sant Benet de Bages, canonge d'Urgell, abat de Sant Llorenç de Bagà i de Sant Pere de la Portella.

### Galceran de Pinós Fenollet i Cardona
L'hereu de la baronia va recaure en el segon fill del matrimoni, Galceron de Pinós Fenollet. Aquest, a meitats del segle xvi, es va enfrontar en altre plet amb la gent de Gironella que no reconeixien oficialment cap senyor i es negaven a retre-li homenatge i a pagar-li els censos obligats. El nou baró va guanyar el plet. El 29 de març de 1552 el poble es va reunir amb el seu baró a l'església de Gironella per tal de signar el document de Privilegis de Gironella. Aquest document es guarda a l'Arxiu Municipal d'aquesta població.
Els Privilegis de Gironella, del que en donen fe el notari de Vic, Salvador Junyent i quatre persones forasteres expliquen detalladament el que va succeir. A més, va representar que el baró signés la pau amb els seus vassalls i els va retificar els privilegis que tenien, a banda de que els en va concedir de nous, per exemple: nombrar els portalers que obrien les dues portes de la vil·la, el dret a reunió i a que nomenessin síndics per a les qüestions importants i que poguessin recórrer al veguer de Berga o a la Reial Audiència per tal que poguessin defensar els seus privilegis, entre d'altres. També van aconseguir una amnistia general pels delictes que havien comès i que els ciutadans de Gironella no podien ser empresonats mentre duressin els tràmits judicials. A més a més, el baró va costejar la meitat dels costos processals del plet que l'havia enfrontat als vilatans.

## Govern de Gironella
Galceran de Pinós Fenollet va ratificar el privilegi que el 1402 els havia concedit Bernat Galceran de Pinós de que els vilatans de Gironella poguessin elegir un cònsol i dos jurats cada any perquè governessin el poble. Però com que el Cònsol podia elegir el seu successor, era habitual que aquest càrrec recaigués en membres d'una mateixa família que monopolitzava el govern. A partir del segle xv hi va haver un canvi democratitzador quan es va adoptar el sistema insaculitori, en el que es treia d'una bossa el nom de les persones que havien estat proposades per als càrrecs de Cònsol o de Jurat. Aquest nou sistema es va adoptar a Gironella l'any 1635 pel càrrec de Cònsol i el 1687 la baronessa Maria de Pinós va procurar que també s'implantés per als jurats.
Un altre privilegi que tenia la Universitat de Gironella era que el Cònsol podia elegir un consell assessor. Busquets considera que això no es va aplicar des del primer moment, quan el Cònsol demanava consell a tots els caps de família per a prendre decisions reunits en un Consell General. El 1588 es va decidir que l'assistència al Consell fos obligatòria.
El 1615, com que el Consell General amb tots els caps de família era poc operatiu, es va facultar al Cònsol perquè pogués elegir un cert nombre de persones perquè en formessin part per no haver de reunir a tots els vilatans. El Consell de la Vila fou actiu fins al segle xix.